# بطولة العالم للكرة الطائرة ناشئات 2013
عقدت بطولة العالم للناشئات للكرة الطائرة لعام 2013 في ناخون راتشاسيما ، تايلاند ، في الفترة من 26 يوليو إلى 4 أغسطس 2013.  كانت هذه هي الطبعة الأولى من البطولة التي تضم 20 فريقًا. 

## الترتيب النهائي
| مركز | فريق                |
| ---- | ------------------- |
|      | الصين               |
|      | الولايات المتحدة    |
|      | البرازيل            |
| 4    | بيرو                |
| 5    | اليابان             |
| 6    | صربيا               |
| 7    | بولندا              |
| 8    | جمهورية الدومينيكان |
| 9    | تركيا               |
| 10   | إيطاليا             |
| 11   | تايبيه الصينية      |
| 12   | اليونان             |
| 13   | سلوفينيا            |
| 14   | بورتوريكو           |
| 15   | مصر                 |
| 16   | تايلاند             |
| 17   | الأرجنتين           |
| 18   | المكسيك             |
| 19   | تونس                |
| 20   | الجزائر             |

| بطل العالم للكرة الطائرة ناشئات 2013 |
| ------------------------------------ |
| · الصين · للمرة الرابعة              |